# Нова Гута (Івано-Франківський район)
Нова́ Гу́та — село Івано-Франківського району Івано-Франківської області. Входить до складу Ямницької сільської громади.

## Географія
На південно-західній стороні від села у річку Луквицю впадає річка Чорний, від якої отримав назву Чорний ліс.
Нинішня територія дач раніше носила назву хутір Буковате.

## Історія
Поруч з селом Майдан виникли у XVIII ст. нові поселення під назвою Гута. Гута — це склодувна майстерня, де виробляли гутне скло та вироби з нього. Поселення під назвами Нова Гута й Стара Гута згадуються в «Йосифинській» та «Францисканській» метриках за 1785—1820 роки. Звідки дізнаємось, що Стара Гута заснована в 1758 році, а Нова Гута — в 1767 році. Ці поселення спочатку були невеликими, в 1832 році обидва села налічували лишень 251 жителя. В 1866 році в Старій Гуті вже нараховувалось 188 жителів, а в Новій — 93. Проте з часом все змінилося — Нова Гута почала підноситись, а Стара Гута занепадати. Це було пов'язано з будівництвом залізниці Станіслав — Стрий у 1875 році й розширенням лісорозробок. Залізнична колія прокладалась по складній місцевості, порізаній річками та лісовими потоками.
На хуторі Стара Гута (пол. Huta Stara) до квітня 1949 р. був концтабір МДБ.
В 1950 році селян зганяли в колгоспи, у яких люди працювали за трудодні, що ніким не оплачувалися. На початку 1960-х років села Нова Гута, Стара Гута і Майдан приєднали до Павлівського колгоспу «Нове життя», який через деякий час був перейменований у колгосп «Дружба».

## Населення

### Мова
Розподіл населення за рідною мовою за даними перепису 2001 року:
| Мова            | Кількість | Відсоток |
| --------------- | --------- | -------- |
| українська      | 183       | 97.34%   |
| російська       | 4         | 2.13%    |
| інші/не вказали | 1         | 0.53%    |
| Усього          | 225       | 100%     |

## Відомі люди
- Пленюк Микола Іванович — український військовик, хорунжий УПА, командир сотні 73 «Лебеді», провідник Лисецького районного проводу ОУН. Загинув у селі.